# Lula, Mississippi
Lula là một thành phố thuộc quận Coahoma, tiểu bang Mississippi, Hoa Kỳ. Năm 2010, dân số của thành phố này là 298 người.

## Dân số
- Dân số năm 2000: 370 người.
- Dân số năm 2010: 298 người.